# ماساهیتو اونودا
ماساهیتو اونودا (ژاپنی: 小野田 将人؛ زادهٔ ۴ مهٔ ۱۹۹۶) یک بازیکن فوتبال اهل ژاپن است.
از باشگاه‌هایی که در آن بازی کرده‌است می‌توان به باشگاه فوتبال ایماباری، باشگاه فوتبال شونان بلمار و باشگاه فوتبال مونتدیو یاماگاتا اشاره کرد.